# Shichiku-dōri
Pour les articles homonymes, voir Shichiku (homonymie).
Le Shichiku-dōri (紫竹通, Shichiku-dōri) est une voie du nord de Kyoto, dans l'arrondissement de Kita. Orientée est-ouest, elle débute au Kamo-kaidō et termine à l'Ueno-dōri.
Avec le Shichikuminami-dōri (紫竹南通, Shichikuminami-dōri) au sud et le Shichikukita-dōri (紫竹北通, Shichikukita-dōri) au nord, elle forme le groupe de rues Shichiku (紫竹通, Shichiku-dōri). Shichikunishi-dōri (紫竹西通, Shichikunishi-dōri) est une voie à l'ouest apparentée au même groupe de rues, mais d'orientation nord-sud.

## Description

### Situation
Le Shichiku-dōri est une rue situé au centre de l'arrondissement de Kita. Elle commence dans le quartier de Koyamakamiuchikawara-chō (小山上内河原町) et termine dans celui de Shichiku'ushiwaka-chō (紫竹牛若町). La rue commence au Kamo-kaidō (加茂街道), sur la berge est du fleuve Kamo, et termine à la rue diagonale Ueno-dōri,. Selon certaines sources, elle se terminerait plutôt à Funaokahigashi-dōri (船岡東通), une rue à l'est,. Elle suit le Shichikuminami-dōri (紫竹南通) au sud et précède le Shichikukita-dōri (紫竹北通) et le Kitayamaminami-dōri (北山南通) au nord.
La circulation se fait en sens unique de l'ouest vers l'est entre Horikawa-dōri et Kamo-kaidō, mais il y a deux voies à l'ouest à partir de Horikawa-dōri. La rue fait environ 1 350 mètres de long.

### Voies rencontrées
Liste des voies rencontrées,,. Les voies rencontrées de la droite sont mentionnées par (d), tandis que celles rencontrées de la gauche, par (g). Seules les rues portant un nom sont listées.
1. Kamo-kaidō (加茂街道)[1],[3]
2. Muromachi-dōri (ja) (室町通)
3. Koromonotana-dōri (衣棚通)
4. Shinmachi-dōri (ja) (新町通)
5. Aburanokōji-dōri (ja) (油小路通)[1]
6. Horikawa-dōri (en) (堀川通)
7. Inokuma-dōri (ja) (猪熊通)[1]
8. Ōmiya-dōri (en) (大宮通)
9. Daitokuji-dōri (大徳寺通)
10. Ushiwaka-dōri (牛若通)
11. Funaokahigashi-dōri (船岡東通)[1],[3]
12. Ueno-dōri (上野通)

### Transports en commun

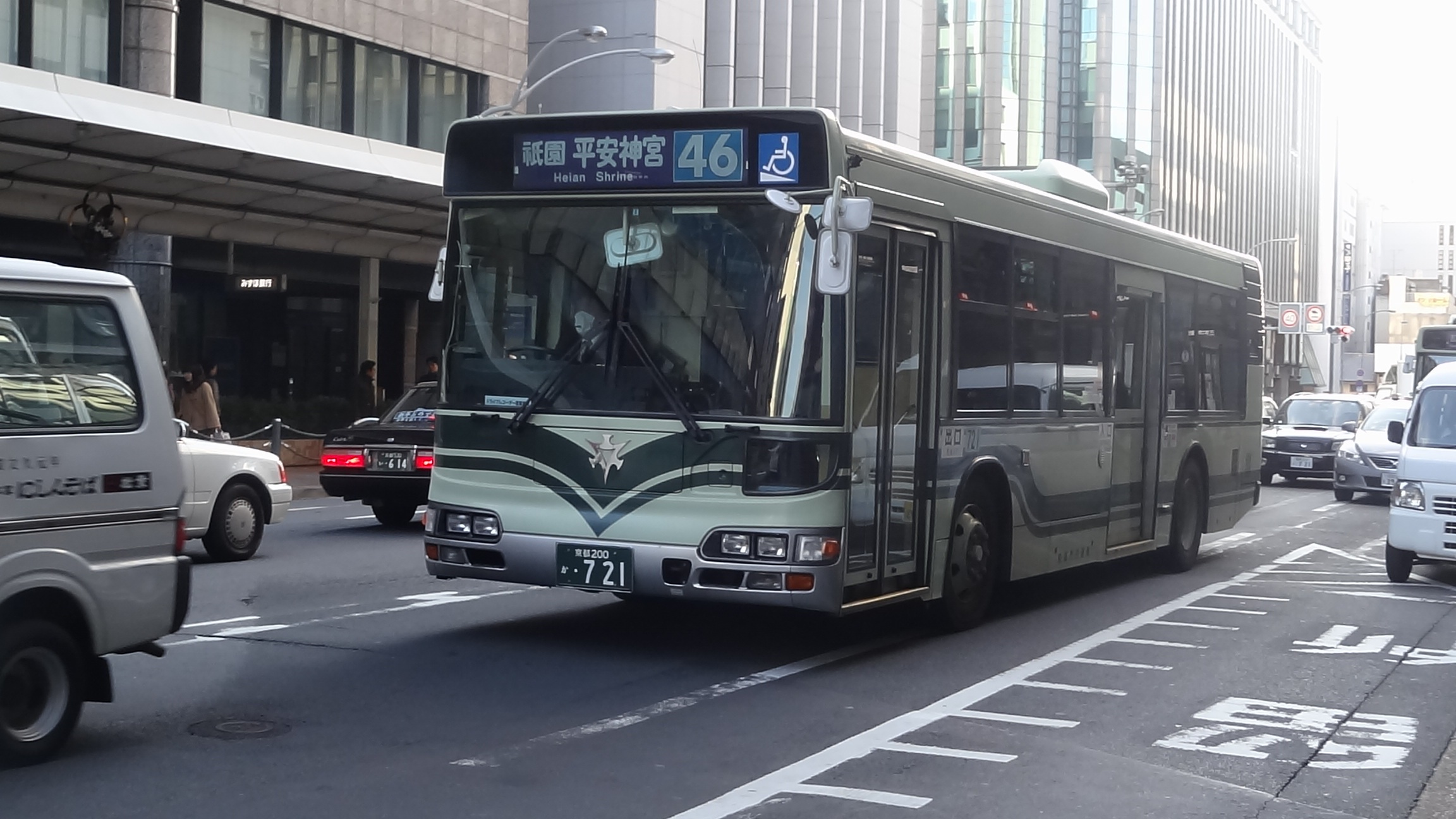
Autobus de la ligne 46 passant dans le centre-ville.

Les bus du réseau d'autobus de Kyoto (ja) ne passent pas sur la rue. Les arrêts les plus proches sont Higashitakanawa-chō (東高縄町, lignes 9, 37, 67, Nord1, Spécial 37), au carrefour de Horikawa et Shichikuminami, et Murasakino'ueno-chō (紫野上野町, ligne 46), au carrefour de Funaokahigashi et Shichikuminami.
D'autres arrêts proches sont sur Kitayama-dōri au nord et sont Higashimoto-machi (東元町, lignes Nord3, Nord8), au carrefour de Kitayama et Muromachi, Motomachi (元町, ligne Nord8), au carrefour de Kitayama et Aburanokōji, Kami-Horikawa (上堀川, lignes 9, 37, 67, Nord1, Nord8, Spécial 37), au carrefour de Kitayama et Horikawa, Shimomidori-chō (下緑町, lignes Nord1, Nord8), au carrefour de Kitayama et Ōmiya, et Jōtokuji-mae (常徳寺前, lignes Nord1, Nord8), au carrefour de Kitayama et Ushiwaka.
L'arrêt du métro de Kyoto le plus proche est Kitaōji (北大路), sur la ligne Karasuma, à cinq minutes au sud-est.

## Odonymie
La rue porte le nom du secteur « Shichiku » (紫竹) de Kyoto, qu'elle traverse. « Shichiku » signifie « bambou (竹) pourpre (紫) » et serait une référence aux forêts de bambous de pourpre foncé au nord des champs de Murasakino (紫野), qui faisait partie des terrains de chasse de la famille impériale, interdits au public. « Shichiku » pourrait aussi être une fusion de « champs de bambous » (竹野) et « Murasakino » (紫野).

## Histoire
La rue n'existait pas au XIXe siècle et apparaît durant l'ère Shōwa (1926-1989),. La région était alors encore agricole et se situait dans les villages de Higashishichikudaimon (東紫竹大門村) et d'Ōmiya (大宮村), plus tard intégrés dans la ville de Kyoto. La rue est créée entre 1926 et 1929, dans sa section de Kamo-kaidō à l'actuelle Shinmachi-dōri et à l'ouest de Horikawa-dōri à Daitokuji-dōri. En 1935, la section entre Shinmachi et Horikawa était terminée aussi. Les rues Ueno, Uenonishi et Funaokahigashi sont créées après 1953. Dans les années 1930 et 1940, l'axe routier d'Ōmiya et Shichiku-dōri constituait le cœur du secteur Shichiku, avec ses rizières et ses petites écoles primaires au sud-est.

## Patrimoine et lieux d'intérêt

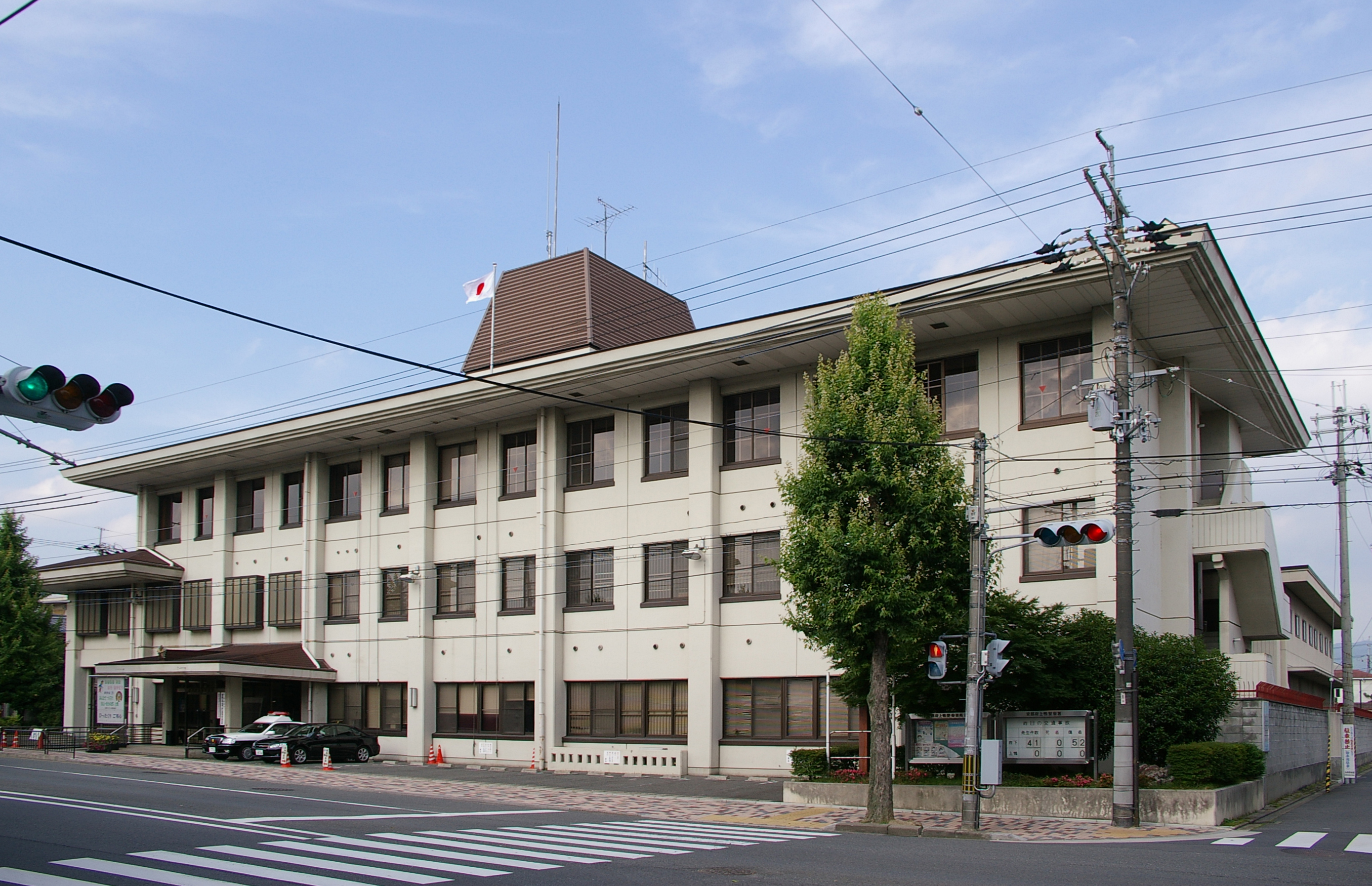
Le commissariat de Kita-ku (Kamigamo), vue de Horikawa-dōri.

On y trouve du côté nord au carrefour avec Horikawa-dōri le commissariat de police Kita-ku (ja) (北警察署), anciennement le commissariat de Kamigamo (上鴨警察署). Aussi du côté nord, au carrefour avec Daitokuji-dōri se trouve l'école primaire Hōshō (待鳳小学校).
On trouve aussi plusieurs commerces spécialisés dans la confection du nattō de Shichiku (紫竹納豆).
Au carrefour avec Shinmachi-dōri se trouve l'église catholique Koyama (カトリック教会 小山教会). Au bout de la rue se trouve le petit temple bouddhiste Kōnen-ji (光念寺).

## Groupe de Shichiku-dōri
Le groupe de Shichiku-dōri fait référence à trois rues orientées est-ouest au nord de Kitaōji-dōri, commençant au sud par Shichikuminami-dōri (紫竹南通, Shichikuminami-dōri), suivi par Shichiku-dōri (紫竹通, Shichiku-dōri) et terminant par Shichikukita-dōri (紫竹北通, Shichikukita-dōri), au nord. Il est bordé au sud par le groupe d'Imamiya-dōri (今宮通) et au nord par le groupe de Kitayama-dōri (北山通).

### Shichikukita-dōri
Shichikukita-dōri (紫竹北通, Shichikukita-dōri) est une rue commençant à l'est au Kamo-kaidō et terminant à Daitokuji-dōri, en passant par Muromachi-dōri, Koromonotana-dōri, Shinmachi-dōri, Aburanokōji-dōri, Horikawa-dōri, Inokuma-dōri et Ōmiya-dōri,,,. Elle est très étroite entre Ōmiya-dōri et Daitokuji-dōri. La circulation se fait en sens unique de l'est vers l'ouest.
Elle constitue la limite nord du commissariat de Kita-ku, et on trouve au bout de la rue l'école primaire Hōshō aussi.

### Shichikuminami-dōri
Shichikuminami-dōri (紫竹南通, Shichikuminami-dōri) est une courte rue commençant à l'est à Kamo-kaidō et terminant à Funaokahigashi-dōri, en passant par Higashikamifusa-dōri (東上総通, côté gauche seulement), Muromachi-dōri, Koromonotana-dōri, Shinmachi-dōri, Aburanokōji-dōri, Horikawa-dōri, Inokuma-dōri, Ōmiya-dōri, Daitokuji-dōri et Ushiwaka-dōri,,,. La rue est interrompue entre Ōmiya-dōri et Daitokji-dōri,,,. Certaines sources placent ainsi sa fin à Ōmiya-dōri. Elle est à sens unique de l'est vers l'ouest.
On y trouve le bureau de poste de Shichiku (京都紫竹郵便局), qui interrompt la rue.